# نووبیکمتوو
نووبیکمتوو (انگلیسی: Novobikmetovo) یک شهرک در شهرستان بورایفسکی باشقیرستان کشور روسیه است.